# Kocléřov
Kocléřov (německy Ketzelsdorf) je část obce Vítězná v okrese Trutnov. Nachází se na severozápadě Vítězné. V roce 2009 zde bylo evidováno 176 adres. V roce 2001 zde trvale žilo 520 obyvatel.
Kocléřov je také název katastrálního území o rozloze 12,61 km2. V katastrálním území Kocléřov leží i Hájemství a Huntířov.

## Historie
První písemná zmínka o obci pochází z roku 1360.

## Pamětihodnosti
- Kostel sv. Václava
- Poutní místo s kostelem Navštívení Panny Marie s Křížovou cestou

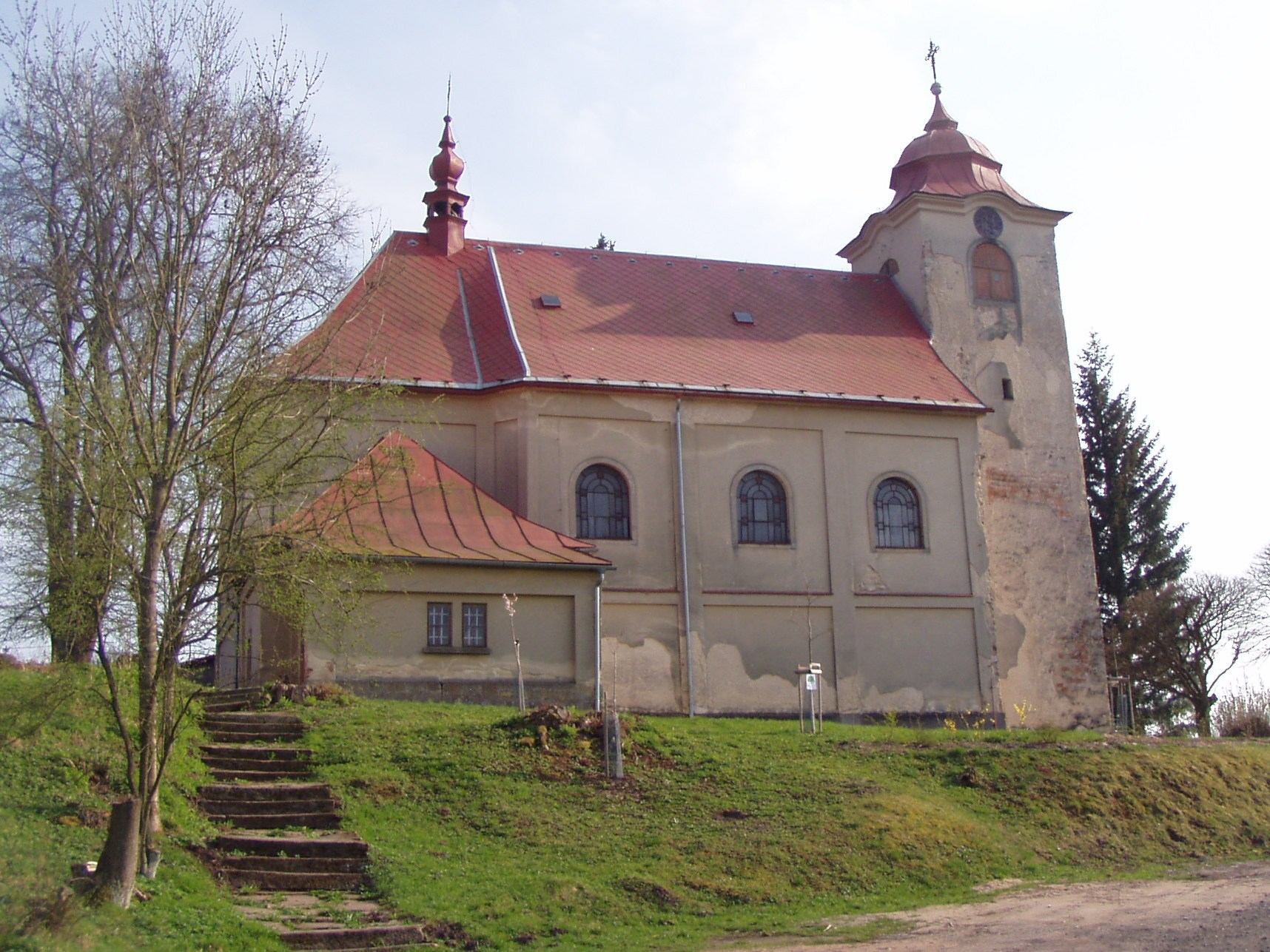
Kostel sv. Václava
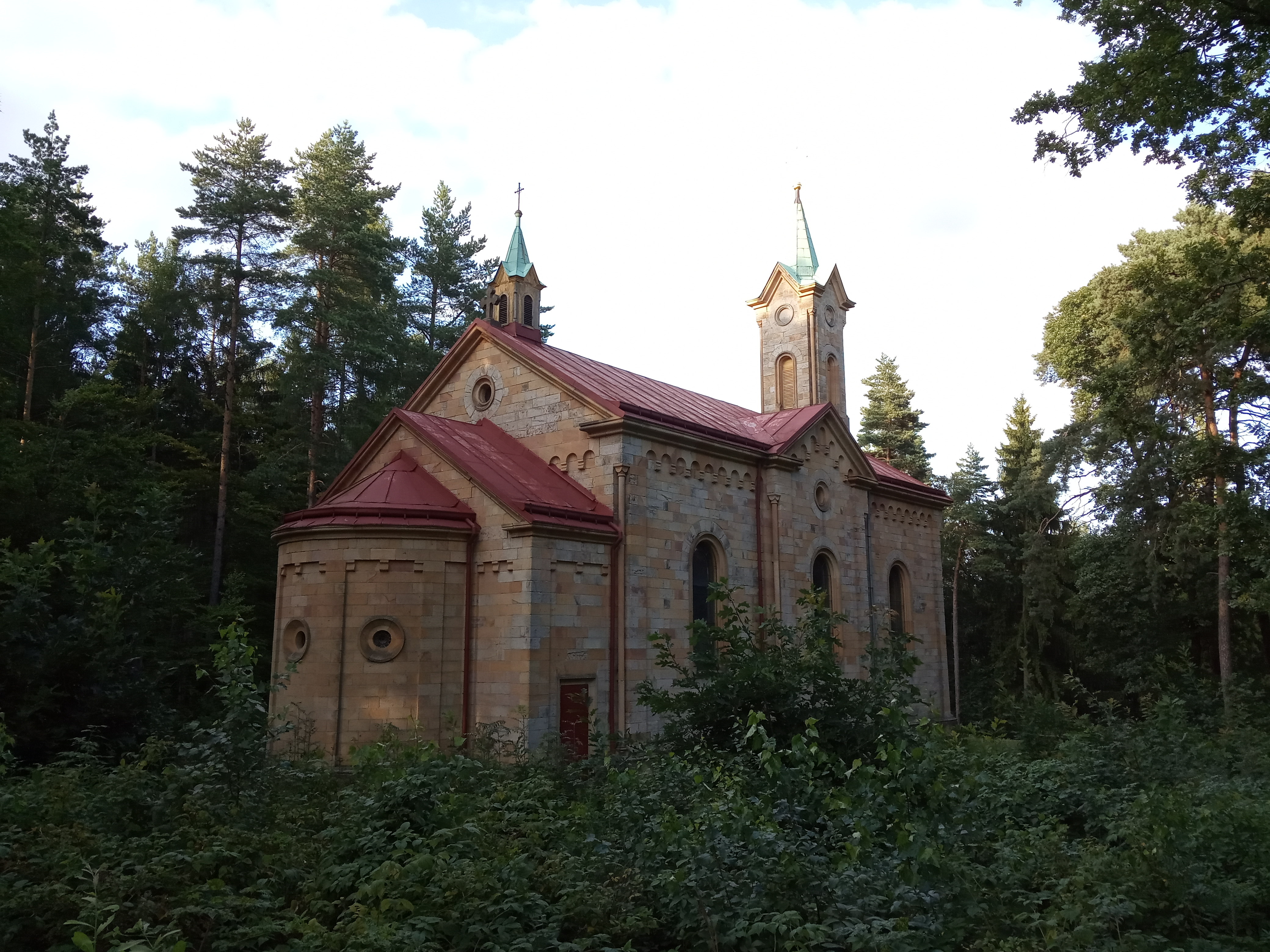
Kostel Navštívení Panny Marie
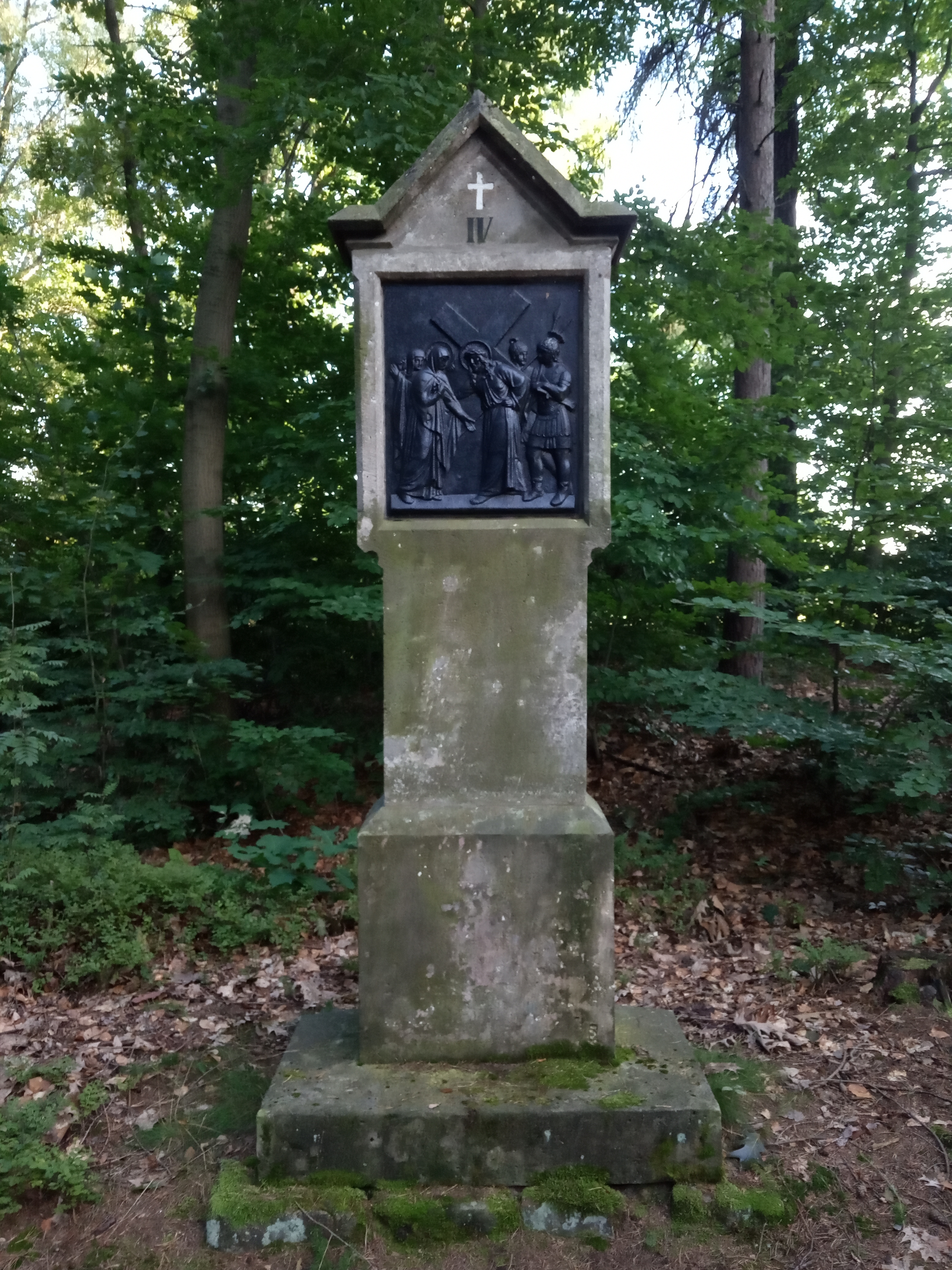
Křížová cesta